# Gabriel Schoettel
Gabriel Schoettel né le 8 mars 1949 à Strasbourg est un écrivain et professeur de français alsacien. Agrégé de lettres, il était responsable académique de l’option Langue et Culture Régionales. Dans ses romans comme dans ses pièces de théâtre historiques, il s’efforce à la fois de fouiller « ce passé qui ne passe pas » et d’explorer les voies obscures du temps présent.

## Biographie
Gabriel Schoettel est fils unique d’une famille ouvrière. Après des études secondaires au lycée Kléber de Strasbourg, il poursuit ses études universitaires à la Faculté des Lettres de Strasbourg.
Il y fait un mémoire de maîtrise sur Le monde imaginaire d’Alain-Fournier, dans lequel il étudie la transformation de quelques images fondamentales en une structuration romanesque.
Après avoir été maître-auxiliaire, il obtient son CAPES de Lettres modernes en 1973.
Il a enseigné de 1975 à 2011 au collège Grégoire de Tours de Marlenheim. Il est promu agrégé de Lettres modernes en 2004.
Il a créé dans son collège une option Langue et Culture régionales et il était chargé de mission pour le programme Langue et Culture Régionales à l’Académie de Strasbourg.

## Hommages et distinctions
- Prix de littérature de l’Académie de Marches de l’Est, 2005[2].
- Prix de la Ville de Colmar, 2004 pour son livre Des airs de vérité.
- Lauréat du Bretzel d'or 2010 pour la culture régionale de l’Académie des Arts et Traditions populaires d’Alsace.
- Membre de l’Académie d’Alsace.
- Vice-président de la Société des Écrivains d'Alsace, de Lorraine et du Territoire de Belfort.
- Membre de la Société des Auteurs

## Œuvres

### Romans
- Eaux fortes, 1992  (ISBN 2-908367-30-0)
- Les Clarines du Wiedenbach, Oberlin, 1995  (ISBN 2-85369-153-5)
- Kerbholz, Oberlin, 1996  (ISBN 2-85369-162-4)
- Strasbourg, Adolf-Hitler-Platz, Oberlin, 1998  (ISBN 2-85369-181-0)
- Un village si paisible, Oberlin, 2000  (ISBN 2-85369-215-9)
- Le Fil de l’espoir, Oberlin, 2002  (ISBN 2-85369-326-0)
- Des airs de vérité, Oberlin, 2004  (ISBN 2-85369-248-5)
- Un Alsacien au régime crétois, Le Verger 2006  (ISBN 978-2-84574-056-3)
- Fryheit 1525, Le Verger 2010  (ISBN 978-2-84574-092-1)
- Le chagrin et l'Oubli, Le Verger 2011  (ISBN 978-2-84574-125-6)
- De si vieux amis, Le Verger 2014  (ISBN 978-2-84574-161-4)
- Le mariage de Lamy-Fritz, Le Verger 2016
- Le tiroir aux souvenirs, Le Verger 2018

### Pièces de théâtre historiques
- Les Vendanges de la paix, Nuits théâtrales de Marlenheim, 1993.
- 1525 : les Raisins de la colère, Nuits théâtrales de Marlenheim, 1995.
- Les Démons de la Saint-Jean, Nuits théâtrales de Marlenheim, 1997.
- Le Fléau, Nuits théâtrales de Marlenheim, 1999.
- Les sept demoiselles, Nuits théâtrales de Marlenheim, 2000.
- L’Amie Friedel, Nuits théâtrales de Marlenheim, 2002.
- Un tramway nommé Delsor, Nuits théâtrales de Marlenheim, 2004.
- Paroles de pierres, Strasbourg, 2006.
- A l’ombre des jeunes filles en bleu, Nuits théâtrales de Marlenheim, 2007.
- Enfin, parlons en !, Nuits théâtrales de Marlenheim, 2009 et Mémorial de l’Alsace-Moselle, Schirmeck, 2011[3].
- Malgré tout, Nuits théâtrales de Marlenheim, 2013.
- Cette année-là 1953 , Nuits théâtrales de Marlenheim, 2015

### Albums historiques
- Une histoire illustrée de l’Alsace en cinq volumes, avec l’illustrateur Charly Barat publiée à partir de 1998 : 
  - Vol.1 Au secours, voilà les Barbares, Verger éditeur.  (ISBN 978-2-84574-057-0)
  - Vol.2 Au secours, voilà les Brigands, Verger éditeur.  (ISBN 978-2-84574-059-4)
  - Vol.3 Au secours, voilà les Français, Verger éditeur.  (ISBN 978-2-84574-060-0)
  - Vol.4 Au secours, voilà les Allemands, Verger éditeur.  (ISBN 978-2-84574-061-7)
  - Vol.5 Au secours, voilà les Européens, Verger éditeur.  (ISBN 978-2-84574-062-4)

### Autres publications
- Participation au livre Comprendre et s’engager, Oberlin, Éditions Olivétan, 2004, qui rassemble les actes du colloque Foi chrétienne et extrême droite organisé par la Fédération protestante de France à Strasbourg en février 2004, consacré à l’attitude que peuvent avoir les chrétiens confrontés aux votes d’extrême-droite[4].
- Weepers Circus, N'importe où, hors du monde (2011). Il s’agit d’un livre-disque dans lequel participent une quarantaine d’invités au titre d’auteurs ou d’interprètes : Gabriel Schoettel y signe un texte inédit déclamé consacré à sa propre interprétation de ce titre énigmatique de N’importe où, hors du monde.